# Tim Hunt
Sir Richard Timothy (Tim) Hunt (Neston, Inglaterra; 19 de febrero de 1943) es un bioquímico británico. En 2001 compartió el Premio Nobel de Fisiología o Medicina con Leland H. Hartwell y Paul M. Nurse por sus descubrimientos relativos al papel de las ciclinas y las quinasas dependientes de ciclinas en el ciclo celular.

## Biografía
Después de asistir a Dragon School y a Magdalen College School (ambas en Oxford), recibió su doctorado de la Universidad de Cambridge en 1968. En 1982, mientras trabajaba en verano en el Laboratorio de Biología Marina de Woods Hole, Massachusetts, efectuó el mayor de sus descubrimientos.
En el transcurso de una serie de experimentos usando óvulos de erizo de mar, descubrió la molécula de ciclina. Encontró que las ciclinas empiezan a producirse tras la fecundación del óvulo y sus niveles aumentan durante la interfase, después de lo cual descienden abruptamente antes de terminarse la mitosis en cada división celular.
Asimismo, demostró la presencia de ciclinas en las células de los animales vertebrados, donde también regulan el ciclo celular. Él y otros mostraron a continuación que las ciclinas se unen y activan a una familia de proteína quinasas, conocidas hoy como las quinasas dependientes de ciclinas, una de las cuales había sido ya identificada por Paul Nurse como un regulador crítico del ciclo celular.
En 1991, empezó a trabajar en el Imperial Cancer Research Fund (actualmente Cancer Research UK) en South Mimms, Reino Unido.
También en 1991 fue nombrado miembro de la Royal Society de Inglaterra y en 1999 fue elegido como asociado externo de la Academia Nacional de Ciencias de los EEUU. Fue nombrado Caballero en la lista de honores del cumpleaños de la Reina Isabel II de Inglaterra del año 2006.
En junio de 2015, tras unas palabras jocosas tildadas de machistas ante periodistas científicas en Corea del Sur, una campaña en su contra en Twitter acabó forzándolo a presentar su dimisión como doctor honorario del University College de Londres (UCL) y del comité del que era miembro de la Royal Society.